# 1989-es CONCACAF-bajnokság
Az 1989-es CONCACAF-bajnokság egyben az 1990-es labdarúgó-világbajnokság észak-amerikai, közép-amerikai és karibi-térségi zónájának (CONCACAF) selejtezője is volt.

## Lebonyolítás
Az CONCACAF mind a 16 csapata elindult a selejtezőkben. Az észak-amerikai, közép-amerikai és karibi-térségi zóna a 24 helyből két helyet kapott az 1990-es labdarúgó-világbajnokságon.
A selejtezőnek három része volt:
- Első forduló: az öt legjobb helyezett a FIFA-ranglistáján Kanada, Honduras, Salvador, Egyesült Államok és Mexikó, automatikusan a második fordulóba kerültek. A maradék 10 csapat 5 párosításban oda-visszavágós rendszerben mérkőztek meg, a párosítások győztesei jutottak a második fordulóba.
- Második forduló: Az 5 továbbjutóhoz csatlakozott az 5 kiemelt csapat. A 10 csapat 5 párosításban oda-visszavágós rendszerben mérkőztek meg, a párosítások győztesei jutottak a döntő csoportkörbe.
- Döntő csoportkör: A második forduló 5 győztes csapata vett részt. A csapatok körmérkőzéses, oda-visszavágós rendszerben mérkőztek meg egymással. Az első helyezett nyerte a CONCACAF-bajnokságot. A csoport két első helyezettje kijutott a világbajnokságra.

## Eredmények

### Selejtező

#### Első forduló
| 1988. április 17. |

| Guyana | 0–4 | Trinidad és Tobago               |
| ------ | --- | -------------------------------- |
|        |     | Elliot-Allen Faustin Lake Skeene |

| Georgetown, Guyana Játékvezető: Tribulo Monsón (Puerto Ricó-i) |

| 1988. május 8. |

| Trinidad és Tobago | 1–0   | Guyana |
| ------------------ | ----- | ------ |
| Corneal 68'        | (0–0) |        |

| Port of Spain, Trinidad és Tobago Játékvezető: Success (holland antilláki) |

Trinidad és Tobago 5–0-s összesítéssel jutott tovább.
| 1988. április 30. |

| Kuba | 0–1   | Guatemala |
| ---- | ----- | --------- |
|      | (0–1) | López 44' |

| Havanna, Kuba Játékvezető: Martinez Mejia (hondurasi) |

| 1988. május 15. |

| Guatemala            | 1–1   | Kuba         |
| -------------------- | ----- | ------------ |
| Pérez 68' (11-esből) | (0–1) | González 40' |

| San Marcos, Guatemala Játékvezető: Salas (amerikai) |

Guatemala 2–1-es összesítéssel jutott tovább.
| 1988. május 12. |

| Jamaica               | 1–0   | Puerto Rico |
| --------------------- | ----- | ----------- |
| Brooks 10' (11-esből) | (1–0) |             |

| Kingston, Jamaica Játékvezető: Melendez Gonzalez (guatemalai) |

| 1988. május 29. |

| Puerto Rico     | 1–2   | Jamaica        |
| --------------- | ----- | -------------- |
| De la Campa 52' | (0–1) | Anglin 32' 78' |

| San Juan, Puerto Rico Játékvezető: Pearson (Bahama-szigeteki) |

Jamaica 3–1-es összesítéssel jutott tovább.
| 1988. június 19. |

| Antigua és Barbuda | 0–1 | Holland Antillák |
| ------------------ | --- | ---------------- |
|                    |     | Rovina           |

| St. John’s, Antigua és Barbuda Játékvezető: Hernandez Castro (Costa Rica-i) |

| 1988. július 29. |

| Holland Antillák             | 3–1 (h. u.)     | Antigua és Barbuda |
| ---------------------------- | --------------- | ------------------ |
| Rovina 104' 118' Rosina 120' | (0–1, 0–1, 1–1) | Edwards 38'        |

| Willemstad, Holland Antillák Játékvezető: Garza y Ochoa (mexikói) |

Holland Antillák 4–1-es összesítéssel jutott tovább.
| 1988. július 17. |

| Costa Rica | 1–1   | Panama       |
| ---------- | ----- | ------------ |
| Jara 26'   | (1–1) | Mendieta 17' |

| San José de Costa Rica, Costa Rica Játékvezető: Rodriguez Medina (salvadori) |

| 1988. július 31. |

| Panama | 0–2   | Costa Rica             |
| ------ | ----- | ---------------------- |
|        | (0–1) | Cayasso 1' Medford 71' |

| Panamaváros, Panama Játékvezető: Branche (Trinidad és Tobagó-i) |

Costa Rica 3–1-es összesítéssel jutott tovább.

#### Második forduló
| 1988. október 1. |

| Antigua és Barbuda | 0–1   | Salvador   |
| ------------------ | ----- | ---------- |
|                    | (0–0) | García 53' |

| Willemstad Játékvezető: Branche (Trinidad és Tobagó-i) |

| 1988. október 16. |

| Salvador                                         | 5–0 | Antigua és Barbuda |
| ------------------------------------------------ | --- | ------------------ |
| Coreas 5' C. Zapata García 35' B. Zapata 58' 68' |     |                    |

| San Salvador Játékvezető: Bucknor (jamaicai) |

Salvador 6–0-s összesítéssel jutott tovább.
| 1988. július 24. |

| Jamaica | 0–0 | Egyesült Államok |
| ------- | --- | ---------------- |
|         |     |                  |

| Kingston, Jamaica Játékvezető: López (hondurasi) |

| 1988. augusztus 13. |

| Egyesült Államok                              | 5–1   | Jamaica      |
| --------------------------------------------- | ----- | ------------ |
| Bliss 18' Perez 68' Klopas 76' 85' Krumpe 78' | (1–0) | Sterling 54' |

| St. Louis |

Az Egyesült Államok 5–1-es összesítéssel jutott tovább.
| 1988. október 30. |

| Trinidad és Tobago | 0–0 | Honduras |
| ------------------ | --- | -------- |
|                    |     |          |

| Port of Spain Játékvezető: Arturo Brizio Carter (mexikói) |

| 1988. november 13. |

| Honduras   | 1–1   | Trinidad és Tobago |
| ---------- | ----- | ------------------ |
| Flores 20' | (1–0) | Charles 56'        |

| Tegucigalpa Játékvezető: Evangelista (kanadai) |

Trinidad és Tobago 1–1-es összesítéssel, idegenben szerzett több góllal jutott tovább.
|  |

| Costa Rica | – | Mexikó |
| ---------- | - | ------ |
|            |   |        |

|  |

- Mexikó csapatát kizárták, mert túlkoros játékosokat küldött egy ifjúsági tornára, ezért  Costa Rica csapata automatikusan továbbjutott a döntő csoportkörbe.

| 1988. október 9. |

| Guatemala            | 1–0   | Kanada |
| -------------------- | ----- | ------ |
| Perez 20' (11-esből) | (1–0) |        |

| Guatemalaváros Játékvezető: Bratsis (amerikai) |

| 1988. október 15. |

| Kanada                                 | 3–2   | Guatemala                 |
| -------------------------------------- | ----- | ------------------------- |
| Mitchell 63' 83' (11-esből) Bridge 88' | (0–2) | Paniagua 7' Castañeda 37' |

| Vancouver Játékvezető: Ulloa Morera (Costa Rica-i) |

Guatemala 3–3-as összesítéssel, idegenben szerzett több góllal jutott tovább.

### Döntő csoportkör
| 1989. március 19. |

| Guatemala             | 1–0   | Costa Rica |
| --------------------- | ----- | ---------- |
| Chacón 39' (11-esből) | (1–0) |            |

| Estadio Mateo Flores, Guatemalaváros Játékvezető: Antonio Evangelista (kanadai) |

| 1989. április 2. |

| Costa Rica              | 2–1   | Guatemala |
| ----------------------- | ----- | --------- |
| Flores 42' Coronado 78' | (1–0) | Rodas 51' |

| Estadio Ricardo Saprissa Aymá, San José de Costa Rica Játékvezető: John Meachin (kanadai) |

| 1989. április 16. |

| Costa Rica | 1–0   | Egyesült Államok |
| ---------- | ----- | ---------------- |
| Rhoden 14' | (1–0) |                  |

| Estadio Ricardo Saprissa Aymá, San José de Costa Rica Nézőszám: 26 271 Játékvezető: José Antonio Garza (mexikói) |

| 1989. április 30. |

| Egyesült Államok | 1–0   | Costa Rica |
| ---------------- | ----- | ---------- |
| Ramos 72'        | (0–0) |            |

| Big Arch Stadium, St. Louis Nézőszám: 8500 Játékvezető: Rodolfo Martínez (mexikói) |

| 1989. május 13. |

| Egyesült Államok | 1–1   | Trinidad és Tobago |
| ---------------- | ----- | ------------------ |
| Trittschuh 48'   | (0–0) | Charles 88'        |

| Torrance Nézőszám: 10 000 Játékvezető: Luigi Agnolin (olasz) |

| 1989. május 28. |

| Trinidad és Tobago | 1–1 | Costa Rica |
| ------------------ | --- | ---------- |
| Jones              |     | Coronado   |

| Queen's Park Oval, Port of Spain Játékvezető: Edgardo Codesal (mexikói) |

| 1989. június 11. |

| Costa Rica | 1–0   | Trinidad és Tobago |
| ---------- | ----- | ------------------ |
| Cayasso 2' | (1–0) |                    |

| Estadio Ricardo Saprissa Aymá, San José de Costa Rica Játékvezető: Torres Candena (kolumbiai) |

| 1989. június 17. |

| Egyesült Államok       | 2–1   | Guatemala  |
| ---------------------- | ----- | ---------- |
| Murray 3' Eichmann 67' | (1–1) | Chacón 22' |

| New Britain Nézőszám: 10 500 Játékvezető: Gordon Arrowsmith (kanadai) |

| 1989. június 25. |

| Salvador                | 2–4   | Costa Rica                         |
| ----------------------- | ----- | ---------------------------------- |
| Rodriguez 24' Rivas 63' | (1–1) | Cayasso 16' Hidalgo 46' Flóres 51' |

| Estadio Cuscatlán, San Salvador Nézőszám: 40 000 Játékvezető: Arturo Brizio Carter (mexikói) |

| 1989. július 16. |

| Costa Rica    | 1–0   | Salvador |
| ------------- | ----- | -------- |
| Fernandez 55' | (0–0) |          |

| Estadio Ricardo Saprissa Aymá, San José de Costa Rica Játékvezető: Jorge Orellana Vimos (ecuadori) |

| 1989. július 30. |

| Trinidad és Tobago | 2–0   | Salvador |
| ------------------ | ----- | -------- |
| Lewis 50' 61'      | (0–0) |          |

| Queen's Park Oval, Port of Spain Játékvezető: Antonio Evangelista (kanadai) |

| 1989. augusztus 13. |

| Salvador | 0–0 | Trinidad és Tobago |
| -------- | --- | ------------------ |
|          |     |                    |

| Estadio Nacional, Tegucigalpa, Honduras Nézőszám: 16 882 Játékvezető: Gonzalo Tejada (hondurasi) |

| 1989. augusztus 20. |

| Guatemala | 0–1   | Trinidad és Tobago |
| --------- | ----- | ------------------ |
|           | (0–0) | Jamerson 57'       |

| Estadio Mateo Flores, Guatemalaváros Játékvezető: Arturo Brizio Carter (mexikói) |

| 1989. szeptember 3. |

| Trinidad és Tobago     | 2–1   | Guatemala |
| ---------------------- | ----- | --------- |
| Jones 10' Jamerson 88' | (1–1) | Rodas 6'  |

| Queen's Park Oval, Port of Spain Játékvezető: Horacio Cachay Díaz (perui) |

| 1989. szeptember 17. |

| Salvador | 0–1   | Egyesült Államok |
| -------- | ----- | ---------------- |
|          | (0–0) | Perez 61'        |

| Estadio Nacional, Tegucigalpa, Honduras Nézőszám: 3700 Játékvezető: Edgardo Codesal (mexikói) |

| 1989. október 8. |

| Guatemala | 0–0 | Egyesült Államok |
| --------- | --- | ---------------- |
|           |     |                  |

| Estadio Mateo Flores, Guatemalaváros Nézőszám: 8000 Játékvezető: Elías Jácome (ecuadori) |

| 1989. november 5. |

| Egyesült Államok | 0–0 | Salvador |
| ---------------- | --- | -------- |
|                  |     |          |

| Big Arch Stadium, St. Louis Nézőszám: 8500 Játékvezető: John Meachin (kanadai) |

| 1989. november 19. |

| Trinidad és Tobago | 0–1   | Egyesült Államok |
| ------------------ | ----- | ---------------- |
|                    | (0–1) | Caligiuri 30'    |

| National Stadium, Port of Spain Nézőszám: 35 000 Játékvezető: Juan Carlos Loustau (argentin) |

| 1989. november 19. |

| Salvador | elmaradt | Guatemala |
| -------- | -------- | --------- |
|          |          |           |

| Guatemalaváros, Guatemala |

| 1989. november 21. |

| Guatemala | elmaradt | Salvador |
| --------- | -------- | -------- |
|           |          |          |

| Guatemalaváros, Guatemala |

|                    | CRC   | SLV   | GUA   | TRI   | USA   |
| ------------------ | ----- | ----- | ----- | ----- | ----- |
| Costa Rica         | –     | 1 – 0 | 2 – 1 | 1 – 0 | 1 – 0 |
| Salvador           | 2 – 4 | –     | X – X | 0 – 0 | 0 – 1 |
| Guatemala          | 1 – 0 | X – X | –     | 0 – 1 | 0 – 0 |
| Trinidad és Tobago | 1 – 1 | 2 – 0 | 2 – 1 | –     | 0 – 1 |
| Egyesült Államok   | 1 – 0 | 0 – 0 | 2 – 1 | 1 – 1 | –     |

| Helyezés | Csapat             | M | Gy | D | V | G+ | G– | Gk | P  |
| -------- | ------------------ | - | -- | - | - | -- | -- | -- | -- |
| 1        | Costa Rica         | 8 | 5  | 1 | 2 | 10 | 6  | 4  | 11 |
| 2        | Egyesült Államok   | 8 | 4  | 3 | 1 | 6  | 3  | 3  | 11 |
| 3        | Trinidad és Tobago | 8 | 3  | 3 | 2 | 7  | 5  | 2  | 9  |
| 4        | Guatemala          | 6 | 1  | 1 | 4 | 4  | 7  | –3 | 3  |
| 5        | Salvador           | 6 | 0  | 2 | 4 | 2  | 8  | –6 | 2  |

Costa Rica és az Egyesült Államok jutott ki a világbajnokságra.
| Az 1989-es CONCACAF-bajnokság győztese |
| -------------------------------------- |
| COSTA RICA 3. cím                      |

## Lásd még
- 1990-es labdarúgó-világbajnokság-selejtező (CONMEBOL)
- 1990-es labdarúgó-világbajnokság-selejtező (UEFA)
- 1990-es labdarúgó-világbajnokság-selejtező (AFC)
- 1990-es labdarúgó-világbajnokság-selejtező (OFC)
- 1990-es labdarúgó-világbajnokság-selejtező (CAF)